# Izmaïlovskaïa
 (septembre 2007).
Si vous disposez d'ouvrages ou d'articles de référence ou si vous connaissez des sites web de qualité traitant du thème abordé ici, merci de compléter l'article en donnant les références utiles à sa vérifiabilité et en les liant à la section « Notes et références ».
L’Izmailovskaïa (en cyrillique : Измайловско-гольяновская) est une organisation criminelle russe de la région de Moscou. Elle tire son nom d'Izmaïlovo, une cité de l'arrondissement de Moscou, et elle est considérée comme la mafia la plus ancienne et une des plus importantes du Pays. On trouve sa présence dans de nombreux autres pays : à Tel Aviv, Paris, sur la côte d'Azur, à Toronto, Miami et New York. Elle fut fondée dans les années 1980 par Oleg Ivanov et compterait actuellement 200 membres actifs (plus probablement 300 à 500 personnes). En principe, cette organisation est divisée en deux branches distinctes : Izmailovskaïa et Golianovskaïa. Les membres sont formés suivant une discipline stricte quasi-militaire. Il semblerait qu'elle soit liée à certains segments des services secrets russes.
Comme la Dolgoproudnenskaïa et la Solntsevskaïa, elle est spécialisée principalement dans les extorsions, les assassinats et l'infiltration d'entreprises légales. Les leaders de cette organisation sont tous riches et puissants. Parmi ces derniers il y avait le chef criminel d'Izmaïlovo, Anton Malevski qui a trouvé la mort en novembre 2001, lors d'un saut en parachute en Afrique du Sud. Certains doutent de la réalité de ce décès. On trouve d'autres leader tels que Sergueï Trofimov, Victor Nestrouev et Alexandre Affanassiev. Certains d'entre eux ont été arrêtés, néanmoins l'organisation continue de prospérer et d'exercer ses activités en toute impunité sans que les autorités interviennent. Elle est à l'origine de la rénovation du marché Gorbouchka où l'on trouve du matériel Hi-Fi et informatique piraté.
L'homme d'affaires russo-ouzbek Iskandar Makhmoudov est soupçonné par les autorités judiciaires allemande et espagnole d’être lié à l'organisation. En France, Makhmoudov est impliqué dans l'affaire Benalla via un contrat avec la société de Vincent Crase,.